# Bernhard Wicki
Bernhard Wiki (St. Pölten, Austria; 28 de octubre de 1919 - Múnich; 5 de enero de 2000) fue un actor y director de cine austríaco.

## Trayectoria
Estudió en Breslau historia del arte y literatura alemana. En 1938, fue transferido a la Schauspielhauses de Berlín, pero en 1939, por pertenecer a la asociación juvenil Bündischen Jugend, prohibida desde 1933 por Hitler, fue encarcelado en el campo de concentración de Sachsenhausen. Al ser liberado se mudó a Viena, y luego a Suiza.
Actuó en films como Die letzte Brücke (1953) y Es geschah am 20. Juli (1955) bajo la dirección de Georg Wilhelm Pabst, Más tarde fue dirigido por Michelangelo Antonioni (La notte), Rainer Werner Fassbinder, Andrzej Wajda, Wim Wenders (Paris, Texas), Paul Verhoeven y Michael Verhoeven.
En 1958 dirigió el documental Warum sind sie gegen uns?, y se consagró internacionalmente en 1959 con El puente, un destacado alegato antibélico basado en la novela de Manfred Gregor. La película conquistó el Globo de Oro y fue nominada al Oscar de la Academia.
En 1961 ganó el Oso de Plata del Festival de Berlín por The Miracle of Father Malachia.
Codirigió El día más largo y La visita, ésta con Ingrid Bergman y Anthony Quinn; estaba basada en la tragicomedia famosa de La visita de la anciana dama de Friedrich Dürrenmatt, escrita alrededor de 1955, con quien lo unió una profunda amistad.
Se lo condecoró con la Großer Österreichischer Verdienstorden «Litteris et Artibus».
Al morir en 2001 se estableció el premio que lleva su nombre así como el premio antibélico por la película El puente.
Estuvo casado con la actriz Agnes Fink entre 1945 y 1994, fecha de su fallecimiento; y luego en 1995 con Elisabeth Endriss. El documental Verstörung - und eine Art von Poesie,de 2007, está narrada por su segunda esposa.
En la película "Strange  Gardens" (Effroyables jardins - 2003) de Jean Becker, el soldado-payaso Bernd está basado en él, a quien se le dedica su memoria.

## Filmografía selecta como director y actor
- 1954: The Eternal Waltz
- 1955: Kinder, Mütter und ein General
- 1956: Weil du arm bist, mußt du früher sterben
- 1958: Warum sind sie gegen uns?
- 1959: The Bridge/Die Brücke (El puente)
- 1961: La notte (La noche)
- 1961: Das Wunder des Malachias
- 1962: The Longest Day (El día más largo).
- 1964: La visita del rencor (The visit/ Der Besuch)
- 1965: Morituri
- 1967: Madeleine und der Legionär
- 1971: Das falsche Gewicht
- 1971: Karpfs Karriere
- 1971: Carlos
- 1978: The Left-Handed Woman
- 1980: La mort en direct
- 1980: Derrick
- 1984: Die Grünstein-Variante
- 1984: Paris, Texas
- 1987: Sansibar oder Der letzte Grund
- 1989: Spider's Web

## Premios y nominaciones
Premios Óscar
| Año  | Categoría                          | Película  | Resultado |
| ---- | ---------------------------------- | --------- | --------- |
| 1960 | Mejor película de habla no inglesa | El puente | Nominado  |

Medallas del Círculo de Escritores Cinematográficos
| Año  | Categoría                 | Película  | Resultado |
| ---- | ------------------------- | --------- | --------- |
| 1960 | Mejor director extranjero | El puente | Ganador   |